# Малоновленское
Малоновленское (прежнее название - Блядоморка)— деревня в Вологодском районе Вологодской области.
Входит в состав Кубенского сельского поселения (с 1 января 2006 года по 8 апреля 2009 года входила в Вепревское сельское поселение), с точки зрения административно-территориального деления — в Вепревский сельсовет.
Расстояние до районного центра Вологды по автодороге — 63 км, до центра муниципального образования Кубенского по прямой — 21 км. Ближайшие населённые пункты — Косяково, Верхневологодский, Дуброво, Нижнее.
По переписи 2002 года население — 132 человека (65 мужчин, 67 женщин). Преобладающая национальность — русские (99 %).